# St. Francis de Sales Cathedral (Cape Coast)

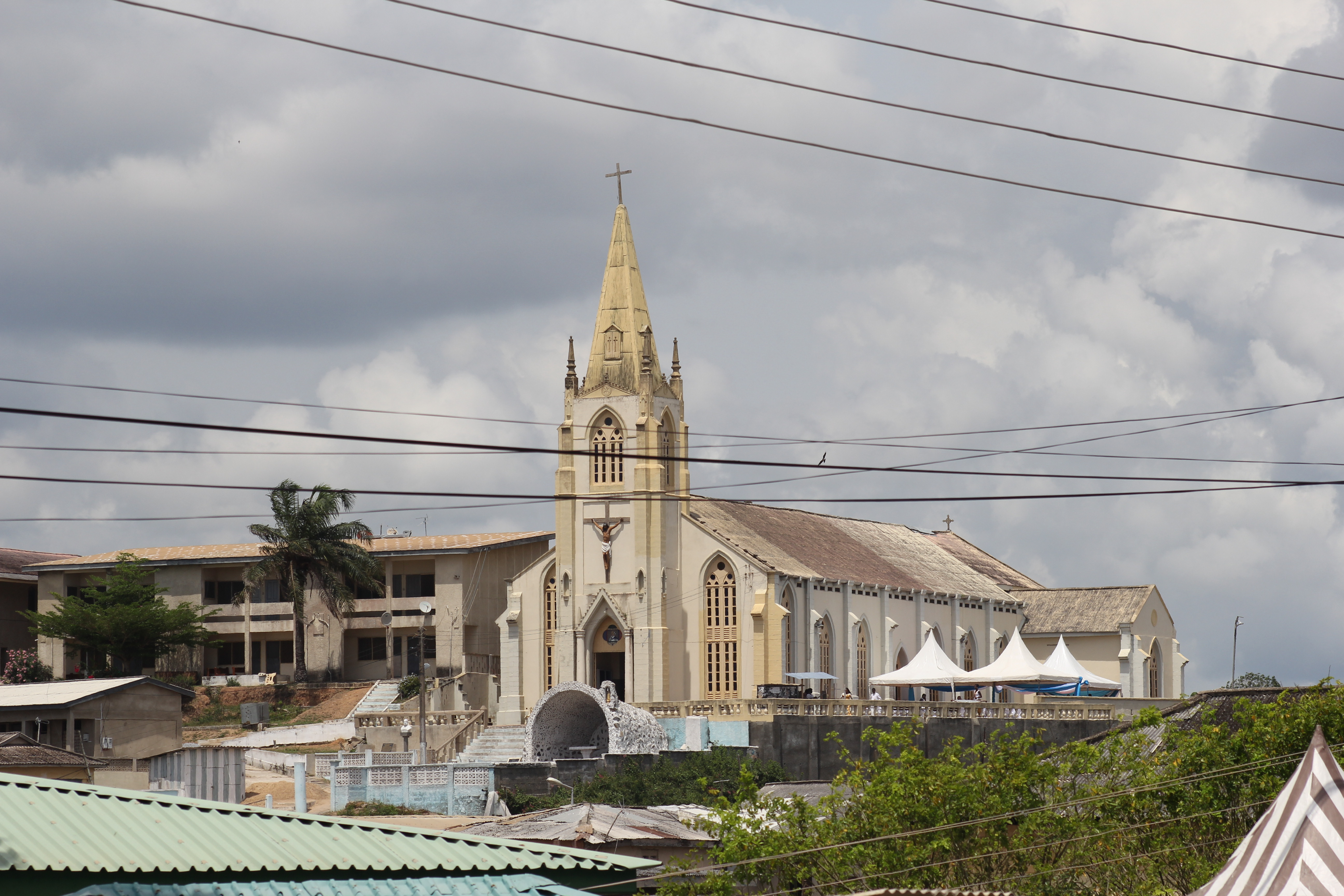
St.–Francis–de–Sales–Kathedrale, Cape Coast

Die Franz–von–Sales–Kathedrale (englisch St. Francis de Sales Cathedral) ist ein römisch-katholisches Kirchengebäude in Cape Coast, Ghana.
Die Kathedrale ist die erste katholische Kathedrale in Ghana und der Metropolitansitz für die Kirchenprovinz Cape Coast in Ghana sowie Sitz des Erzbistums Cape Coast. Die Kirche wurde im Jahr 1928 fertiggestellt und Franz von Sales gewidmet.